# بيت قطينة (الطويلة)

تعديل مصدري - تعديل

بيت قطينة هي إحدى قرى عزلة بني الخياط بمديرية الطويلة التابعة لمحافظة المحويت، بلغ تعداد سكانها 2085 نسمة حسب تعداد اليمن لعام 2004.